# Oakland (Oregón)
Oakland es una ciudad ubicada en el condado de Douglas en el estado estadounidense de Oregón. En el año 2000 tenía una población de 954 habitantes y una densidad poblacional de 518.8 personas por km².

## Geografía
Oakland se encuentra ubicada en las coordenadas 43°25′22″N 123°17′49″O / 43.42278, -123.29694.

## Demografía
Según la Oficina del Censo en 2000 los ingresos medios por hogar en la localidad eran de $29 479, y los ingresos medios por familia eran $35 795. Los hombres tenían unos ingresos medios de $27 917 frente a los $19 554 para las mujeres. La renta per cápita para la localidad era de $14 867. Alrededor del 10,1% de la población estaban por debajo del umbral de pobreza.